# Caso Tattarisuo

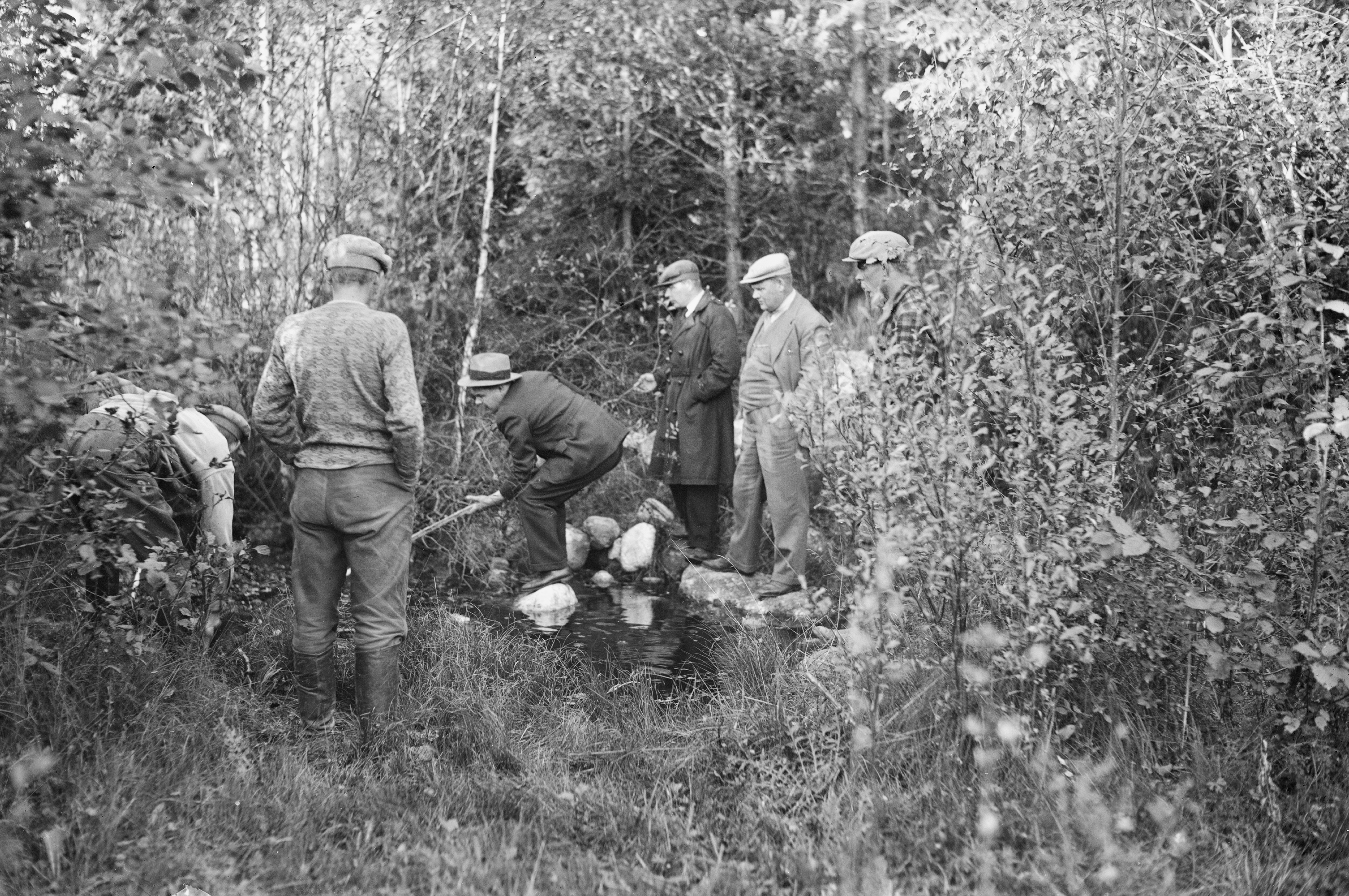
Se investiga el manantial de Tattarisuo en septiembre de 1931.

El caso Tattarisuo es una investigación criminal finlandesa de la década de 1930, que tuvo lugar en la zona de Tattarisuo, entonces parte de las afueras rurales de Helsinki. La investigación, que duró aproximadamente un año, finalmente reveló que un pequeño grupo local dedicado a la magia negra fue el responsable del crimen. Algunos miembros del grupo habían robado restos humanos del cementerio de Malmi y los habían utilizado en rituales celebrados en un manantial de Tattarisuo y sus alrededores. El caso sigue siendo uno de los más infames en la historia criminal finlandesa debido a su conexión con el robo de tumbas y rituales ocultos.

## Investigación

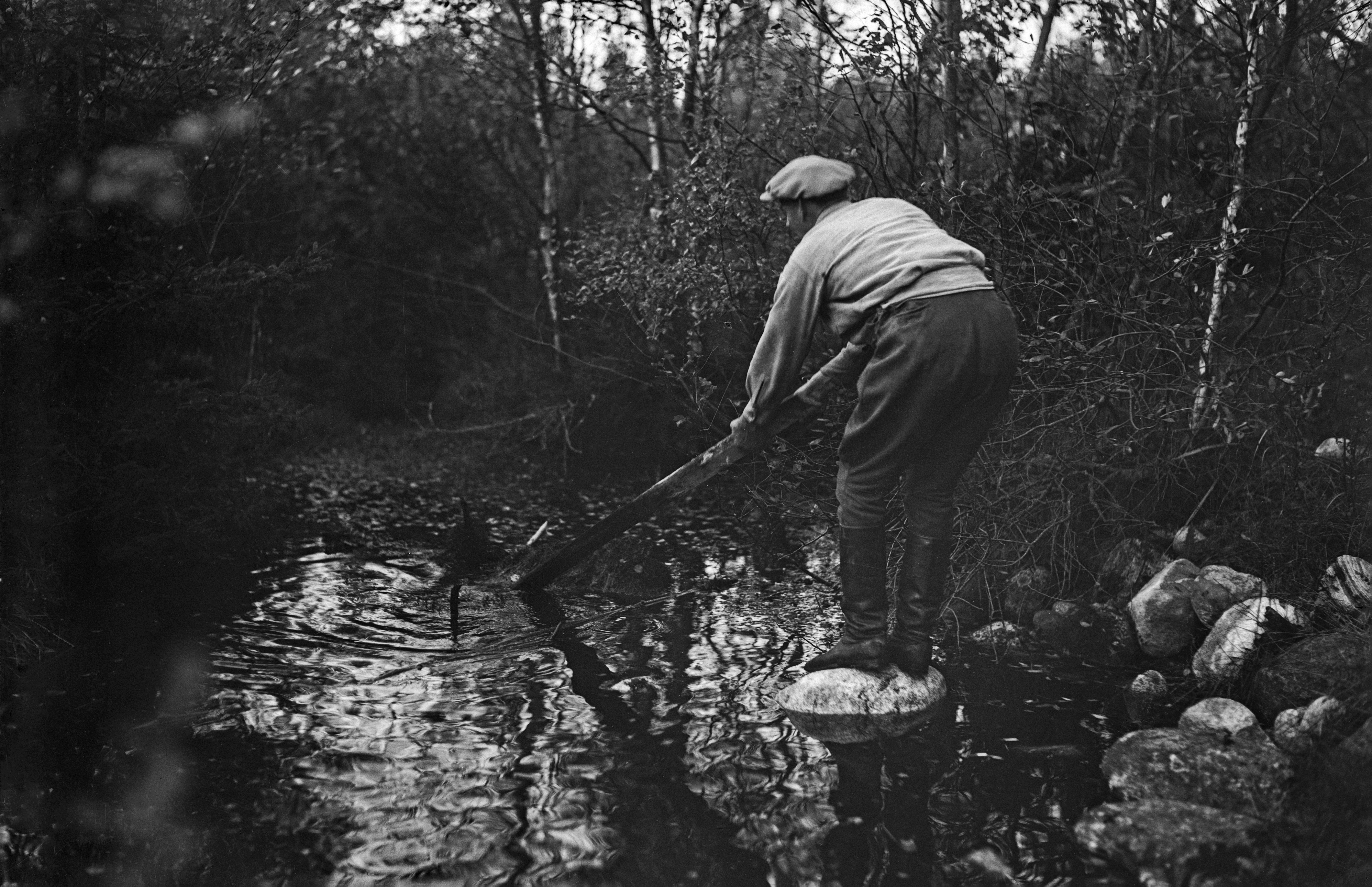
Un hombre intenta recoger partes corporales del manantial Tattarisuo en 1931.

El 19 de agosto de 1930, en el manantial de Tattarisuo, un estudiante de 14 años encontró la mano cortada de una mujer. Alertó a la policía, pero luego quedó olvidado hasta el 18 de septiembre de 1931, cuando se encontraron más partes del cuerpo humano mutiladas (varias manos, pies, dedos, cabello y una cabeza) en el mismo manantial. Los descubrimientos provocaron un gran revuelo en los medios de comunicación finlandeses.

### Sospechosos
Masones finlandeses, Odd Fellows y miembros de Ruusu-Risti fueron sospechosos debido a la creencia local de que supuestamente utilizaban partes del cuerpo humano en rituales. Aunque finalmente se declaró que estas organizaciones eran inocentes, la controversia suscitada por el caso llevó a que los masones fueran excluidos del Sindicato de Oficiales Finlandeses. Otra de las sospechosas era una pequeña fábrica de queso de cabeza de Sörnäinen. La información que supuestamente vinculaba a la fábrica con el caso resultó falsa y el periódico que lo informó tuvo que pagar multas, pero el dicho finlandés «las pistas conducen a la fábrica de queso de cabeza» (jäljet johtavat sylttytehtaaseen) se mantuvo en uso.

### Perpetradores
Los autores de las mutilaciones fueron el conocido conductor local Vilho Kallio, también conocido como Noita-Kallio ('Kallio el Brujo'), que vivía en Hämeentie 72 en Helsinki, junto con los trabajadores portuarios Ville Saari y Johan Ilmari Hedman, y un par de mujeres. Los perpetradores habían mutilado los restos humanos encontrados en lugares de enterramiento abiertos, conocidos como linjahaudat (tdl. ‘tumbas en fila’), tumbas dispuestas en líneas o filas, utilizadas en Finlandia para enterrar comunitariamente a los pobres durante el siglo XX, en el cementerio de Malmi y luego llevadas al manantial o a un lugar oculto dentro del cementerio. Su objetivo era practicar magia negra, utilizando partes del cuerpo para supuestamente contactar con el mundo espiritual. Al hacerlo, creían que adquirirían conocimientos y poderes de los espíritus para curar enfermedades, recuperar propiedades robadas y lograr objetivos similares. Uno de sus objetivos específicos era asegurar un resultado exitoso en una demanda presentada por la madre de Hedman, que buscaba que su hijo fuera declarado hijo ilegítimo del difunto Dr. Walter Parviainen, para reclamar una parte del patrimonio de 20 millones de marcos finlandeses de Parviainen. Kallio también había practicado la curación de enfermos durante varios años, utilizando agua del manantial, que creía que estaba imbuida de energías curativas de las partes del cuerpo sumergidas en ella.
A los perpetradores se les ordenó llevar a cabo las mutilaciones siguiendo las instrucciones de la costurera Ida Viden. Viden supuestamente había leído cartas y frases manifiestas en la pared que dictaban, según ella, cómo debía realizarse la mutilación. Viden y Kallio fueron a orar al cementerio de Malmi según las instrucciones dadas por La Biblia Negra también. Habían visitado el cementerio de Lapinlahti diez años antes para orar con el fin de averiguar sobre un caso de dinero desaparecido.

## Arresto y juicio
El 28 de septiembre de 1932, los principales autores del caso fueron condenados a prisión por mutilaciones de cadáveres por el tribunal de Helsinki, y las sentencias fueron confirmadas por el Tribunal Supremo de Finlandia. Kallio recibió una sentencia de dos años y cuatro meses de prisión, Saari recibió una sentencia de tres años de prisión y Viden recibió una sentencia de tres años por incitación a la mutilación y denuncia falsa.

## En la cultura popular
La obra debut del escritor finlandés de suspenso Aarne Haapakoski, Mustalais-suon arvoitus (1931) y la novela Musta satu (2015) de Aki Ollikainen, se basan en el caso Tattarisuo.

## Lectura adicional
- Rikkonen, Vilho (1931). Vainajainpalvontataikoja tunnettujen kauhutapausten johdosta [Rituales de nigromancia vinculados a casos de terror infames] (en finés). Kirjapaino Tarmo.
- Ylikotila, Jaakko (2013). Ruumiinsilpomista, vapaamuurareita ja politiikkaa [Mutilación, masones y política] (en finés). Universidad de Tampere.
- Waltari, Pyry (2011). Kun kansa itse ratkaisee arvoituksen : Tattarisuon tapauksen määrittely käytännöllisessä diskurssissa [Cuando el pueblo mismo resuelve el enigma: Definiendo el caso Tattarisuo en el discurso práctico] (en finés). Universidad de Helsinki.